# Égei-tengeri régió

Az Égei-tengeri régió Törökország regionális térképén.

Az Égei-tengeri régió (törökül: Ege Bölgesi) egyike Törökország hét földrajzi régiójának. A régió az ország nyugati részén fekszik, nyugaton az Égei-tenger, északon a Márvány-tengeri régió, délen-délnyugaton a Földközi-tengeri régió, keleten pedig a Közép-anatóliai régió határolja. A 2000-es népszámlálási adatok szerint a területen 8,9 millió ember él, négyzetkilométerenként 96.
A térség legnépesebb és legnagyobb városa İzmir, mely egyben az ország harmadik legnagyobb települése is. Fejlett az ipara és az ország második legnagyobb kikötőjével is büszkélkedhet (Isztambul után).
Az Égei-tengeri régió tartományai voltak a török függetlenségi háború legfontosabb színhelyei.

## Tartományok

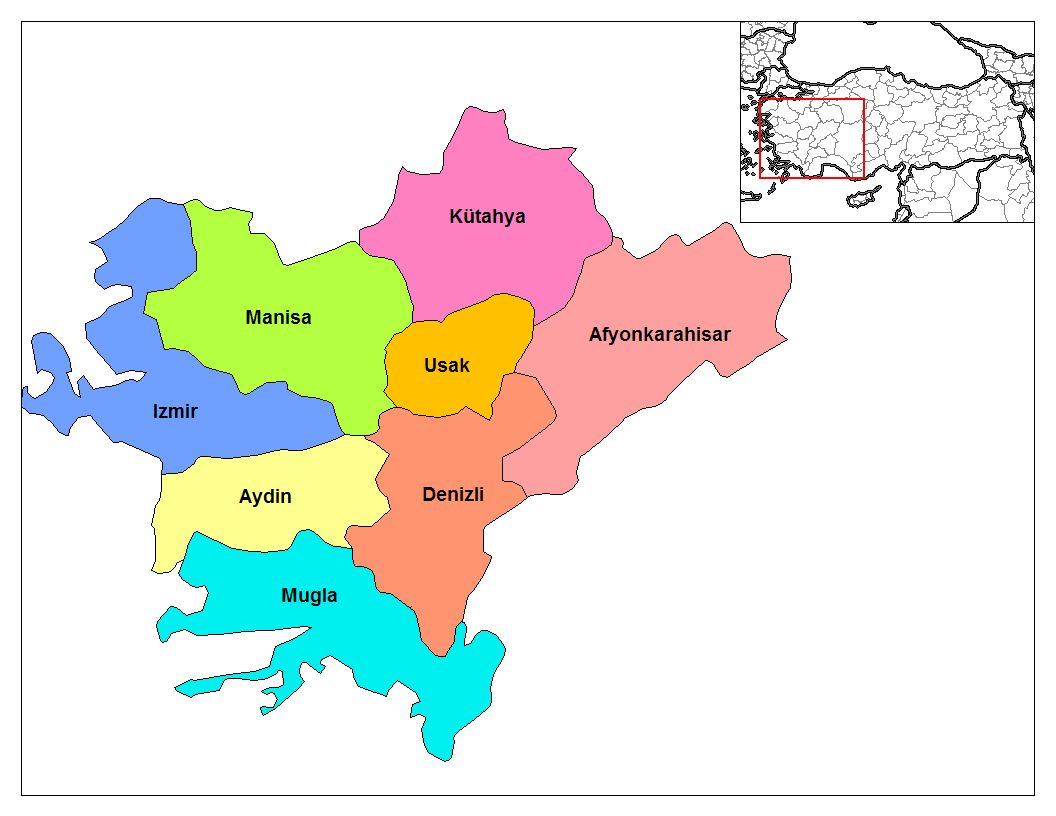
Az Égei-tengeri régió tartományai

Az Égei-tengeri régióhoz tartozó tartományok a következők:
- İzmir
- Manisa
- Aydın
- Denizli
- Kütahya
- Afyonkarahisar
- Uşak
- Muğla

## Tájegységei
Itt erednek a Bakırçay, a Gediz, a Küçük Menderes és a Büyük Menderes folyók.
A terület magassága nyugatról kelet felé haladva növeszik. Két tájegység tartozik ide:
Égei tájegység (Ege)
Közép-nyugat Anatólia

## Gazdasága

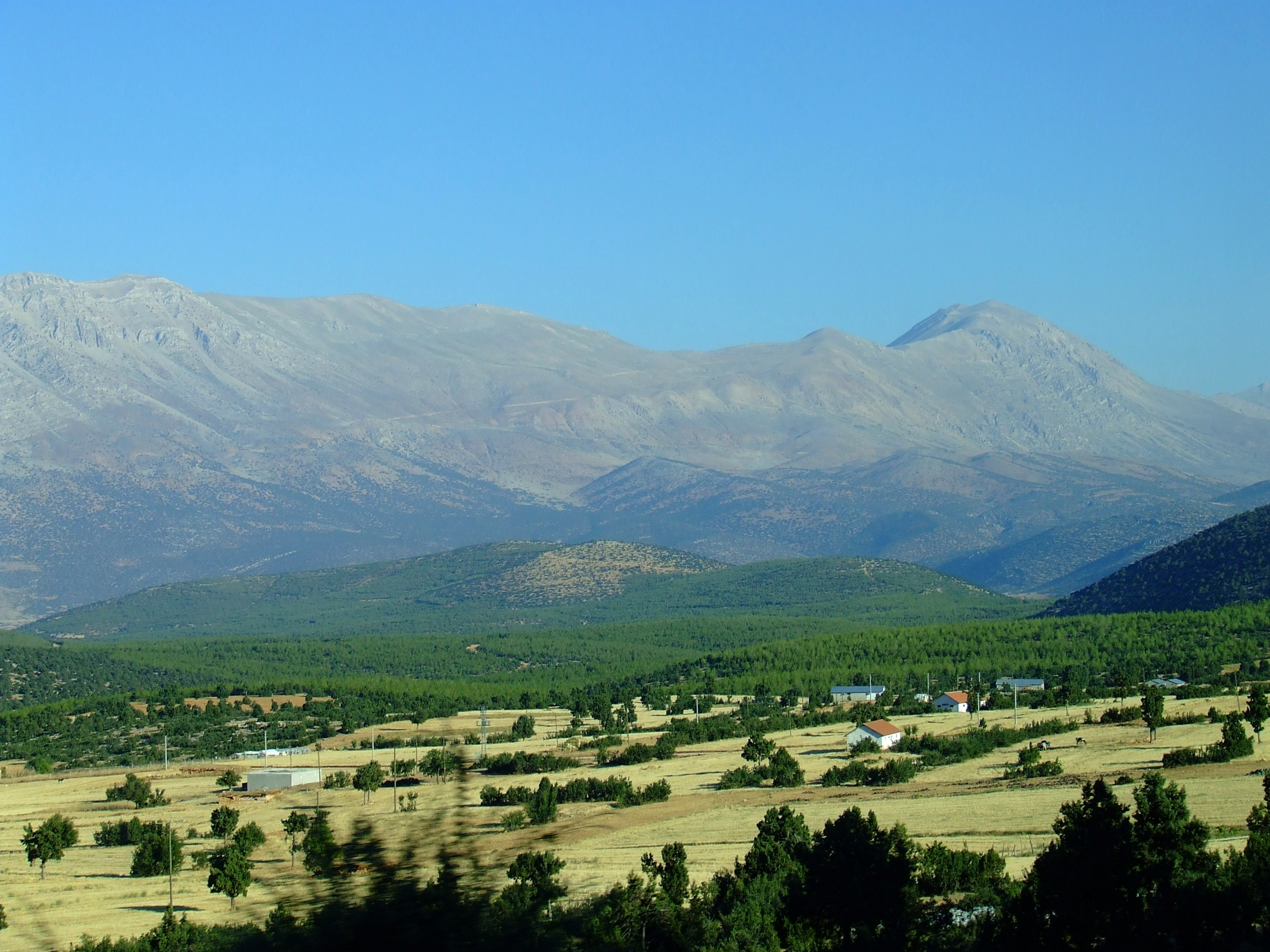
Hegyek az Égei-tengeri régióban

A régió Anatólia nyugati oldalán fekszik, mediterrán éghajlat és jól művelhető, termékeny talaj jellemzi. A telek enyhék és csapadékosak, a nyarak forróak és szárazak.
Az ideális éghajlat miatt a régióban többféle növényt termesztenek, ezek közül a legjelentősebbek a dohány, a gyapot, az olajbogyó, a füge, a citrusfélék, a szőlő, a mák, a cukorrépa és a gabonafélék. Nem mindegyiket termesztik az összes tartományban, a termesztett növények fajtája a tartomány éghajlati adottságaitól függ.

## Ásványkincsei
- króm: Muğla, Denizli, Kütahya.
- vas: Balıkesir, Kütahya.
- lignit: Kütahya, Manisa, Muğla, Denizli.
- higany: Uşak és İzmir.
- bór: Kütahya és Eskişehir.
- mangán: Uşak, Afyon ve Denizli.
- márvány: Afyon és Denizli.
- titán: İzmir és Manisa.
- urán: Manisa, Aydın és Uşak.
- só: İzmir-Çamaltı.
- arany: İzmir (Bergama) és Uşak (Eşme)

## Turizmus
A régió a második a Márvány-tengeri régió után a turizmusból származó bevételeket tekintve. A leglátogatottab városok Çeşme, Kuşadası, Didim és Bodrum. Az ókori emlékeket kínáló Efeszosz, Bergama, Milétosz, és Halikarnasszosz is sok látogatót vonz. Érdekesség még a Kütahyai porcelángyár is. A régió gyógyturizmusának központja a világörökség részének számító Pamukkale.